# Большой совет (Мехелен)

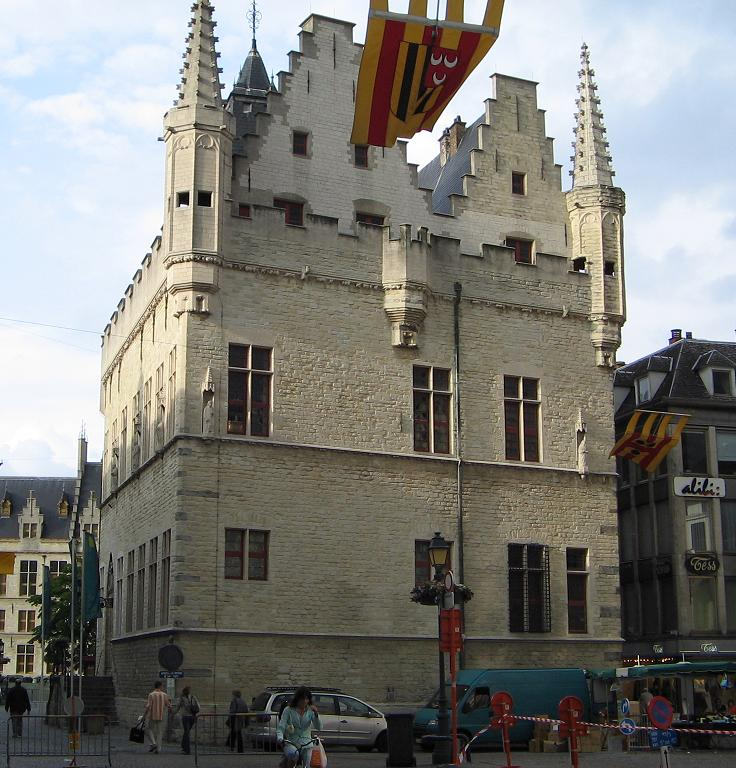
Здание ратуши в Мехелене, в котором размещался Большой совет

Большой совет Мехелена (нидерл. De Grote Raad der Nederlanden te Mechelen) — высший судебный орган Бургундских, а затем Испанских и Австрийских Нидерландов. Действовал с 1473 по 1794 год.
Предшественником большого совета считается действовавший при герцогах Бургундии совет из профессиональных юристов и государственных советников (curia ducis). При герцоге Филиппе III Добром (1419—1467) в связи с большим количеством дел, рассматриваемым в curia ducis, юридические советники были выделены в отдельный совет. С 1445 по 1473 год Большой совет юстиции существовал формально как часть curia ducis, пока не был формально учреждён герцогом Карлом Смелым 23 декабря 1473 года как отдельный институт. В качестве резиденции новому совету (пардаменту) была определена гододская ратуша («дом старейшин») Мехелена. Такое расположение было выбрано по причине расположения сеньории Мехелена в центре герцогства и её независимости от Брабанта и Фландрии. Учреждение нового судебного органа способствовало унификации правовых процедур в Бургундии. Как и ранее Большой совет юстиции, Большой совет Мехелена судом апелляционной инстанции для Намюра, Голландии и Люксембурга, а по Тионвильскому эдикту к нему от Парижского парламента перешло право апелляций Фландрии. После смерти Карла Смелого в 1477 году, издав Великую привилегию, Мария Бургундская отменила ряд реформ своих предшественников. Права Парламента Мехелена перешли к Генеральным штатам, а сам Совет превратился в разъездной трибунад. При Филиппе I Красивом в 1504 году Большой совет Мехелена получил обратно свои права, но без юрисдикции над Фландрией, которая вернулась к Парижу. В 1521 году Карл V запретил своим подданным во Фландрии обращаться в парижский парламент по делам местной юрисдикции, но только завершивший Итальянскую войну Мадридский договор 1526 года зафиксировал окончательно данное положение дел. Хотя формально влияние парламента Парижа на судебную власти в Нидерландах прекратилось, его вмешательство в судебную практику Фландрии периодически происходило до XVII века.
При Карле V Совет продолжил играть централизирующую роль в жизни Нидерландов, однако в результате Нидерландской революции его влияние на северную часть страны было прекращено. Вследствие военных действий в 1580—1585 годах местоположением Совета был Намюр. В XVII веке ряд территорий Габсбургских Нидерландов перешёл к Франции, дальнейшие потери произошли в начале XVIII века в ходе Войны за испанское наследство. При Карле VI были выделены отдельные советы во Фландрии и Эно. В 1746 году в ходе Войны за австрийское наследство Франция оккупировала Мехелен, и до 1749 года Совет пребывал сначала в Намюре, затем в Эхтернахе. При Иосифе II в 1782 году свой совет получил Люксембурк, а совет Турне был подчинён Совету Эно. В 1787 году Иосиф II предпринял судебную реформу и упразднил Большой совет, однако в связи с протестами реформа была через несколько дней отменена. Окончательно своё существование Совет прекратил в результате Французских революционных войн.